# 남아메리카의 자매 도시 목록
다음은 남아메리카의 자매 도시 목록이다.

## 가이아나
- 뉴암스테르담

미들랜드 (미국)
- 조지타운

세인트루이스 (미국)
포트오브스페인 (트리니다드 토바고)

## 베네수엘라
- 마라카이

로마 (이탈리아)
메데인 (콜롬비아)
산티아고데쿠바 (쿠바)
살타 (아르헨티나)
산호세 (코스타리카)
이젭스크 (러시아)
- 마라카이보

과달라하라 (멕시코)
과야킬 (에콰도르)
뉴올리언스 (미국)
더반 (남아프리카 공화국)
마라카이 (베네수엘라)
마이애미 (미국)
몬테레이 (멕시코)
바랑키야 (콜롬비아)
브레멘 (독일)
이스파한 (이란)
캄피나스 (브라질)
타이난시 (타이완)
타이중시 (타이완)
플로이에슈티 (루마니아)
- 메리다

기후시 (일본)
글라루스 (스위스)
라파즈 (볼리비아)
리마 (페루)
리오가예고스 (아르헨티나)
메리다 (멕시코)
샤를르빌메지에르 (프랑스)
세인트존스 (캐나다)
산크리스토발 (베네수엘라)
상파울루 (브라질)
오아하카 (멕시코)
인디아나폴리스 (미국)
산타아나데코로 (베네수엘라)
탈카 (칠레)
파스토 (콜롬비아)
푸에르테올림포 (파라과이)
- 모나가스 주

마이애미데이드군 (미국)
- 발렌시아

나폴리 (이탈리아)
발렌시아 (스페인)
시비우 (루마니아)
- 산타아나데코로

그라나다 (니카라과)
라파즈 (볼리비아)
- 차카오 시

클루지나포카 (루마니아)
할리우드 (미국)
- 카라카스

뉴올리언스 (미국)
라파즈 (볼리비아)
로사리오 (아르헨티나, 1998)
리마 (페루)
리우데자네이루 (브라질)
마나과 (니카라과)
멕시코시티 (멕시코)
보고타 (콜롬비아)
산타크루즈 (스페인, 1981)
산티아고 (칠레)
파나마시티 (파나마)
하바나 (쿠바)
호놀룰루 (미국)

## 볼리비아
- 라파스

본 (독일)
상파울루 (브라질)
산타아나데코로 (베네수엘라)
쿠스코 (페루, 1984)
- 수크레

라플라타 (아르헨티나)
키토 (에콰도르)
- 산타크루즈

로사리오 (아르헨티나)
마이애미데이드군 (미국)
코르도바 (아르헨티나)
캄피나스 (브라질)
타이난시 (타이완, 2005)
타이중시 (타이완)
파라나 (아르헨티나)
- 오루로

솔트레이크시티 (미국)
- 코차밤바

마이애미 (미국)
- 타리하

산살바도르데후후이 (아르헨티나)
- 포토시

쿠스코 (페루)
톨레도 (스페인)

## 수리남
- 렐리도르프

렐리스타트 (네덜란드, 2004)
- 파라마리보

빌렘스타트 (퀴라소)
안트베르펜 (벨기에)
욕야카르타 (인도네시아)
항저우시 (중화인민공화국)

## 에콰도르
- 과야킬

산티아고 (칠레)
제노바 (이탈리아)
휴스턴 (미국, 1987)
- 산타크루즈 섬

시브룩 (미국)
- 이바라

마추픽추 (페루)
윈체스터 (켄터키주) (미국)
- 암바토

산타페 (스페인, 1990)
- 쿠엥카

쿠스코 (페루, 2000)
템피 (미국, 2009)
- 키토

루이스빌 (미국)
마나과 (니카라과)
마드리드 (스페인)
세인트폴 (미국)
수크레 (볼리비아)
코럴게이블즈 (미국)
토론토 (캐나다)

## 우루과이
- 말도나도
- 몬테비데오
- 시우다드데라코스타
- 콜로니아델사크라멘토
- 파이산두
- 푼타델에스테

## 칠레
| - 라세레나 - 로바르네체아 - 멜리피야 - 비냐델마르 - 비야리카 - 발디비아 - 발파라이소 - 산에스테반 - 산티아고 - 아리카 - 오소르노 - 이스터 섬 - 이키케 | - 안토파가스타 - 앙쿠드 - 카사블랑카 - 코킴보 - 콘셉시온 - 킬푸에 - 테무코 - 탈카우아노 - 푸에르토몬트 - 푸에르토바라스 - 푸콘 - 푼타아레나스 |

## 콜롬비아
- 마니살레스
- 메데인
- 바랑키야
- 보고타
- 부카라망가
- 산타마르타
- 신셀레호
- 아르메니아
- 이바게
- 카르타헤나
- 페레이라
- 포파얀

## 페루
- 리마
- 마추 픽추
- 아레키파
- 이카
- 침보테
- 카야오
- 쿠스코
- 트루히요
- 푸카이파
- 피우라

## 포클랜드 제도
- 스탠리

## 같이 보기
- 자매 도시 목록

아프리카의 자매 도시 목록
아시아의 자매 도시 목록
유럽의 자매 도시 목록
북아메리카의 자매 도시 목록
오세아니아의 자매 도시 목록
남아메리카의 자매 도시 목록